# Ben Weider
Pour les articles homonymes, voir Weider.
Ben (Benjamin) Weider est un homme d'affaires né à Saint-Lin–Laurentides, au Québec (Canada), le 1er février 1923 et mort à Montréal le 17 octobre 2008 à l'âge de 85 ans. Il est connu dans le domaine du culturisme dont il fut président de la fédération internationale et contribua entre autres à lancer la carrière d'Arnold Schwarzenegger. Il est aussi reconnu comme un spécialiste autodidacte de l'histoire napoléonienne. Il fut président de la Société napoléonienne internationale qui défend la mémoire de Napoléon Ier.

## Biographie

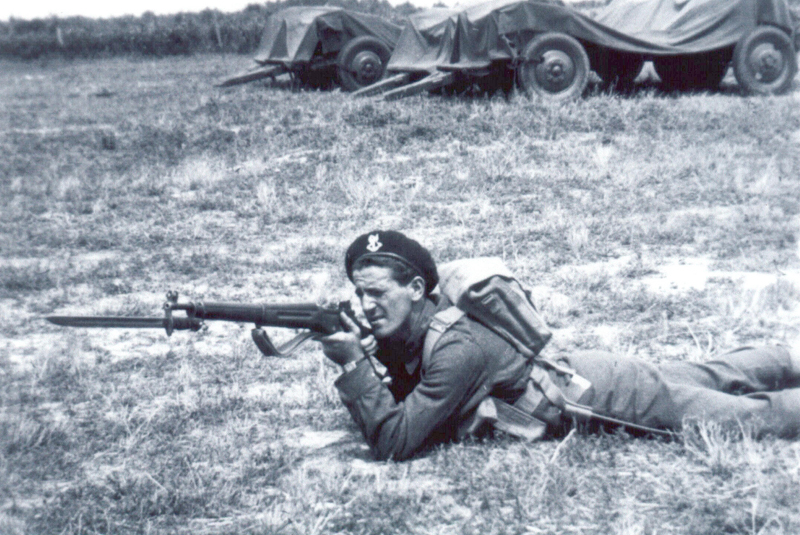
Ben Weider avec son fusil en 1942.

Il sert dans les Forces armées canadiennes lors de la Seconde Guerre mondiale.
En 1945, Ben Weider et son frère Joe dirigent respectivement au Canada et aux États-Unis la compagnie d'équipement Weider Limitée[réf. souhaitée] et la Weider Health & Fitness, deux entreprises qui fabriquent et vendent leurs propres produits sportifs à travers le monde. Ben fonde et préside également l'année qui suit l'IFBB (International Federation of Body Builders).
Ben Weider a partagé son temps entre sa vocation d'historien et la préparation de la fondation en 1995 de la Société napoléonienne internationale, qui regroupe des historiens de plus de 100 pays. En 1975, il se rend, comme en pèlerinage, à Sainte-Hélène. Le travail de Ben Weider et de la SNI fut de défendre la thèse de l'empoisonnement de l'Empereur, à l'origine de nombreuses controverses.
Comme auteur sa riche bibliographie retrace la vie et l'œuvre de Napoléon. Il fut également l'un des principaux collectionneurs au monde d'objets de l'époque napoléonienne.
Il est aussi l'auteur d'une grande biographie sur Louis Cyr, homme fort québécois de réputation internationale.

## La thèse de l'empoisonnement de Napoléon
Ben Weider a toujours défendu la thèse selon laquelle la mort de l’Empereur ne fut pas naturelle ou due à un cancer, mais bien à un empoisonnement à l’arsenic.
La défense de cette thèse fut un véritable feuilleton pour le monde de l’histoire napoléonienne. Au premier rang des opposants, les historiens Thierry Lentz et Jean Tulard.

## Don au Musée des beaux-arts de Montréal
En 2008, quelques mois avant son décès, Ben Weider a cédé sa collection d'œuvres et effets personnels liés à l'Empereur Napoléon Ier au Musée des beaux-arts de Montréal. Cette collection (dont un chapeau de Napoléon), maintenant exposée dans la salle Ben Weider au musée, comprend notamment le fameux bicorne porté durant la campagne de Russie de 1812, ainsi que des sculptures, des peintures et des objets d'art.

## Distinctions
- 1975
  1. Ordre du Canada
- 1981
  1. Membre du comité de recherches du conseil international des sports et de l'éducation physique, États-Unis
- 1984
  1. Prix Nobel de la Paix, candidat
  2. Distinguished Service Award, Académie des sports des États-Unis
  3. Queen's Silver Jubilee Medal
- 1985
  1. Membre à vie de la Fédération canadienne du culturisme
  2. Nommé au Conseil consultatif international de l'International Police and Fire Athletic Association of Chevy Chase MD, USA
- 1986
  1. Intronisé au Maccabea Sports Hall of Fame, Los Angeles, California
- 1987
  1. Chevalier de l'ordre souverain de Malte
- 1988
  1. Médaille d'argent de la ville de Paris
  2. Chaire honoraire, Institut de culture physique et de sport de Shanghai de la République populaire de Chine
  3. Médaille culturelle, ministère des Sports, Taipei, Taïwan
  4. Professeur invité de l’Université de Pékin, M. Zhang Xueshu, vice-président de l'université de Pékin, République populaire de Chine, Conseil Académique de l'Université
- 1990
  1. Commissaire de police honoraire de l'U.S. Marshall Service, Washington, DC
- 1991
  1. Chevalier de l'ordre national polonais signé par Lech Wałęsa
  2. Médaille d'honneur, Université de Comenius à Bratislava, République slovaque
  3. Certificat d'honneur, Comité olympique syrien
  4. Croix de Chevalier, Graz, Autriche
  5. Membre d'honneur de la Société royale pour l'encouragement des arts, de l'industrie et du commerce, Royaume-Uni
  6. Médaille sportive d'honneur, ministère des Sports de Russie
  7. Médaille sportive d'honneur, Lituanie
- 1992
  1. Compagnon de Baden-Powell, Fondation internationale de scoutisme
  2. Danny Thomas Founder Award, Centre de recherches de l'hôpital St-Jude, la filiale de la Nouvelle Angleterre
  3. Journée « Joe et Ben Weider », déclarée par le maire Bradley de Los Angeles, États-Unis
- 1993
  1. Président honoraire, Hôpital des convalescents de Montréal
  2. Président honoraire, YM/YWHA du Québec
- 1994
  1. Instructeur honoraire d'éducation physique, Département de la police de Los Angeles
  2. Membre de l'Académie médicale contre la vieillesse
  3. Torah Award, Montréal, Québec
- 1995
  1. Prix du pionnier, Académie Américaine médicale contre la vieillesse (États-Unis)
  2. Ambassadeur honoraire du monde, Guam
  3. Distinguished Medal of Achievement, université d'État de Floride
  4. Distinguished Service Award, Institut Napoléonien
  5. Lifetime Achievement Award, présenté par Arnold Schwarzenegger du Conseil de l'éducation physique et des sports du gouverneur
- 1996
  1. Président du Comité international des programmes de la bonne forme physique, États-Unis
  2. Président honoraire, Fédération arabe de culture physique, Liban
  3. Intronisé au Panthéon des sports du Québec
  4. Commandant honoraire du groupe technique (SWAT) de Montréal
  5. Diplôme honoraire, Académie nationale du sport et de l'éducation physique, Roumanie
  6. Membre fondateur, Council on Fitness and Sports Health Science, Association internationale des chiropracticiens
  7. The Institute on Napoleon and the French Revolution, Université de l'État de Floride
- 1997
  1. Patron international, musée de l'Île Norfolk (Pacifique sud)
  2. Colonel honoraire, Garde impériale de Londres
  3. Membre honoraire à l'Académie internationale des sciences, de l'éducation, de l'industrie et des arts
- 1998
  1. 24 mars : inspecteur chef honoraire de la police de Montréal
  2. Membre honoraire, Société Eppes, université de Floride
- 1999
  1. Lieutenant-colonel honoraire du 62e régiment d'artillerie de l'armée Canadienne, Shawinigan Falls, Québec, Canada
  2. Président honoraire de History on the Net, États-Unis
  3. Les Personnes les plus influentes dans le monde du sport, placé 48e (Sondage de Sport Intern, Allemagne)
  4. Officier du 78e Highlanders de la garnison du Fort de Sainte-Hélène
  5. Honorable Académicien, L'Académie de Sciences, d'éducation, de l'industrie et de l'art, Moutainview, Californie, États-Unis
  6. Médaille d'or, Palestine (présentée par le président Yasser Arafat)
- 2000
  1. Chevalier de l’Ordre national de la Légion d’honneur
  2. Chevalier de l'Ordre national du Québec présenté par M. Lucien Bouchard, Premier ministre du Québec
- 2001
  1. 2 juin : Ordre de Saint-Jean
- 2002
  1. 12 juin : Élu au conseil d’administration de l’Ambulance Saint-Jean
- 2003
  1. Chevalier de l’ordre de Saint Jean de Jérusalem, des Chevaliers Militaires, Hospitaliers et œcuméniques de Rhodes et de Malte, du grand prieur de Russie du même ordre, le baron Vladimirovitch Kondratovitch
- 2004
  1. 21 février : membre honorifique du US Marine Corps Air Station, Miramar Bodybuilding Team, Dog Team Development
  2. 29 juillet : Chevalier de l’Ordre impérial du dragon d’Annam, décerné par SAI, le Prince Nguyen Phuc Buu Chanh du Viêt Nam à Ben Weider pour ses longues années sacrifiées aux bonnes œuvres, pour ses efforts déployés à l’éducation physique et pour son rôle à faire régner la paix et l’unité à travers le sport
  3. 14 septembre : Le Sénat du Québec présente à Ben Weider la Médaille d’Honneur [6]
  4. 30 novembre : le 62e Régiment d’artillerie de Shawinigan rend un hommage officiel et sans précédent au lieutenant-colonel Ben Weider en exécutant pour la première fois, sous l’ordre du lieutenant-colonel Jacques Pellan, une marche militaire spéciale en son nom
- 2005
  1. 17 septembre - Colonel honoraire du 62e Régiment d’Artillerie de Shawingan
- 2006
  1. février : membre à vie de World Leisure
  2. mars : admis au National Fitness Hall of Fame & Museum
  3. mai : nommé au Canadian Hall of Fame par le Centre communautaire juif de Montréal
  4. juin : fait commandant de l’Ordre de St-Jean par SE la très honorable Michaëlle Jean, CC, CMM, COM, CD, gouverneur général et commandant en chef du Canada, présente au nom de SM la Reine
- 2007
  1. 8 janvier : « Journée Ben Weider » à Jefferson, Tennessee
  2. janvier : membre d'honneur de la Société Masséna
  3. février : président d'honneur à vie du Groupement européen de Gendarmerie impériale
  4. mai : élevé du grade de chevalier au grade d'officier de l'ordre du Canada
  5. juin : M. Christophe Eoche-Duval, maître des requêtes au Conseil d'État et président de La route Napoléon en Occitanie, nomme Ben Weider membre du Comité d'honneur de l'association
- 2008
  1. mars : Lifetime Achievement Award reçu du gouverneur de Californie, Arnold Schwarzenegger
  2. juin : membre du Conseil consultatif du 22e régiment du Québec

### À propos de Napoléon
- Napoléon défenseur immolé de la paix (Economica)
- The Wars against Napoleon (Savas Beatie)
- The Strongest Man in History (Iron Mind Entreprises, Inc.)
- The Edge (Avery)
- Qui a tué Napoléon ?  (Robert Laffont)
- The Murder of Napoléon (Congdon Lattes)[8]
- Assassination at St-Helena (Mitchell Press)
- Assassination at St-Helena Revisited (John Wiley and Sons)
- Napoléon est-il mort empoisonné ?  (Les Éditions Pygmalion)
- Napoleon, the Man who Shaped Europe (Spellmount Publishers, London)
- La Sagesse de Napoléon (Les Éditions Québecor)
- Napoléon : Liberté, Égalité, Fraternité (Les Éditions Trois Pistoles)

### Autres
- Louis Cyr, l'homme le plus fort du monde (six éditions, Les Éditions Quebecor)
- Les hommes forts du Québec (Les Éditions Trois Pistoles)
- Mangez bien et restez svelte
- Jeune toute sa vie